# Abba Siddick
Pour les articles homonymes, voir Siddick.
Le docteur Abba Siddick, né le 25 décembre 1924 à Mobaye en République centrafricaine et mort le 1er décembre 2017 à Ivry-sur-Seine, est un homme politique et révolutionnaire tchadien. 

## Biographie
Abba Siddick fit ses études primaires  à Fort-Lamy et secondaires à Brazzaville (Congo), au lycée Édouard Renard. Il continua ses études et obtiendra son diplôme de médecin africain, selon la terminologie coloniale, à Brazzaville (Congo) en 1946.
En 1947, de retour au Tchad, Abba Siddick est l'un des membres fondateurs du PPT-RDA en compagnie de Gabriel Lisette, PierreToura Ngaba, François Tombalbaye, Adoum Aganaye, Pierre Tobio, Marc Dounia, Souleymane Niaye et d'autres.
De 1947 à 1952, il exerça sa profession de médecin parallèlement à ses activités politiques, à l'Hôpital Européen de Fort-Lamy, à l'Hôpital d'Abéché et à Faya-Largeau.
En 1952, il fut emprisonné par l'autorité coloniale à la suite d'accusations fallacieuses émanant du gouverneur Rogué. Il fut détenu à Biltine pendant une année. Après avoir été élargi en 1954, il fut nommé médecin fonctionnaire par l'administration coloniale en pleine foret équatoriale à Médouneu au Gabon jusqu'à 1956.
La loi-cadre de 1957, le promeut ministre de l'instruction publique, poste qu'il occupe jusqu'en 1959. A l'avènement de la république du Tchad, il choisit de s'installer en France où il prépare son chirurgicat, ainsi que sa thèse de docteur en médecine qu'il soutient en 1965 à la faculté de médecine de Paris et sortit lauréat de cette Faculté. Jusqu'en 1968, Abba Siddick exerce comme chirurgien dans différents établissements hospitaliers de l'Assistance Publique de Paris.
En 1968, il quitta la France pour l'Italie, nouant des liens avec la gauche Italienne, se rendit à Tripoli ou il travailla comme médecin à l'Hôpital de Tripoli et rejoignit le FROLINAT (Front de Libération Nationale du Tchad) crée en 1966 par Ibrahim Abatcha et quelques autres, lequel s'opposait au pouvoir néocolonial de François Tombalbaye.
Il donne au FROLINAT une stature internationale et défendit une ligne farouchement anti-néocoloniale, anti-tribale et pour l'intégrité territoriale. Il prôna la transformation socialiste de la société. Cette ligne était mal perçue en Libye et en France. À la suite des ingérences franco-libyennes, le FROLINAT se déclina en plusieurs tendances Franco-Libyennes et soudanaises.
En 1980, sur fond de rivalités franco-libyennes, N'Djamena devint le lieu d'un affrontement entre Hissène Habré et Goukouni Weddeye respectivement ministre de la défense et chef du gouvernement. 
Abba Siddick tenta en vain de réconcilier les protagonistes avant d'être évacué sur la France, après une tentative d'assassinat perpétrée sur sa personne par des éléments appartenant au FAP.
EN  1982, sous la présidence d'Hissène Habré, Abba Siddick occupe le poste de ministre de l'éducation nationale jusqu'en 1986, année où il a mit son activité politique en retrait.
En 1998, le Président Idriss Deby Itno le désigne comme son représentant personnel auprès de l'organisation internationale de la francophonie.
Abba Siddick s'éteint le 1er décembre 2017 à l'âge de 93 ans à Paris et fut enterré à N'Djamena,.